# Bundesstraße 183
Die Bundesstraße 183 (Abkürzung: B 183) ist eine deutsche Bundesstraße in den Ländern Sachsen-Anhalt und Brandenburg sowie im Freistaat Sachsen.

## Geschichte/Weiteres
Die Nummer 183 wurde bereits im Dritten Reich vergeben, allerdings erst bei der zweiten Phase der Nummerierung, welche um das Jahr 1937 durchgeführt wurde.  Damals führte die Reichsstraße 183 jedoch nur vor Torgau nach Bad Liebenwerda und hatte eine Länge von 30 km. Das Teilstück von Köthen (Anhalt) nach Bitterfeld wurde von der ehemaligen Reichsstraße 186 bedient, welche nun einen anderen Verlauf hat.
Auf der Strecke der Bundesstraße 183 verlaufen keine Europastraßen oder Ferienstraßen.